# Лепидолит
Лепидоли́т (название восходит к греческому слову «чешуя», KLi2Al(Al,Si)4O10(F,OH)2) — слоистый минерал, силикат листовой структуры из группы слюд, являющийся вторичным источником лития.

## История открытия
Лепидолит описан в 1792 г. немецким химиком Мартином Клапротом. Встречается вместе с другими литий-содержащими минералами, такими как сподумен, в пегматитовых жилах. Является одним из источников редких щелочных металлов, рубидия и цезия. В 1861 г. Роберт Бунзен и Густав Кирхгоф добыли 150 кг лепидолита и получили несколько граммов солей рубидия для анализов, обнаружив таким образом новый элемент — рубидий.

## Физические свойства

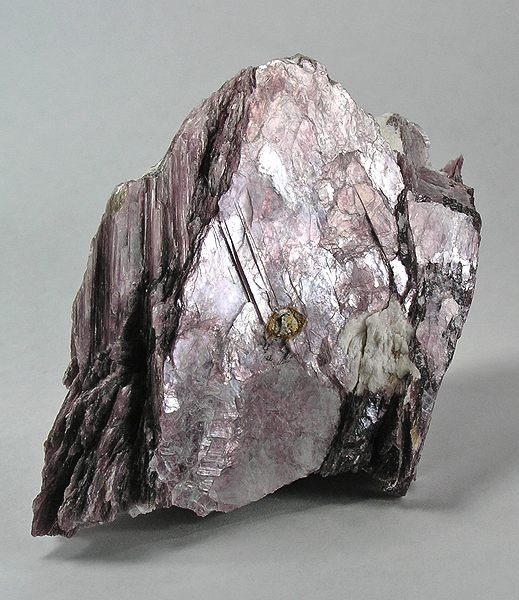
Лепидолит (Бразилия)

- Цвет: фиолетовая середина и от бледно-розового до белого по краям, иногда оттенков серого или жёлтого.
- Блеск: от стекловидного до жемчужного.
- Прозрачность: от прозрачного до полупрозрачного.
- Кристаллическая система: моноклинная, 2/м.
- Кристаллические характеристики: представляет собой слоистые призматические кристаллы с выпуклыми пинакоидальными[5] разрывами. Лепидолит образует собой псевдо-шестигранные «книги». Также встречается как слюдяные или гранулированные массы.
- Спайность: весьма совершенная в одном направлении по (001) перпендикулярно оси C.
- Излом: неровный.
- Твёрдость: 2,5.
- Удельный вес: 2,8+.
- Прожилки: белые.
- Плотность: 2,8-2,9. Средняя величина 2,84.

Сопутствующие минералы: кварц, полевой шпат, сподумен, амблигонит, турмалин.

## Месторождения
Известные места добычи: Бразилия; Зимбабве; Уральские горы, Россия; Калифорния; Tanco pegmatite в Bernic Lake, Манитоба, Канада; Мадагаскар.

## Обработка

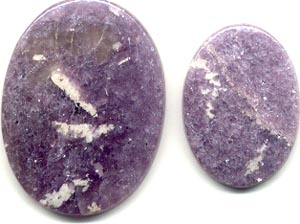
Лепидолит в кварце

Мастера, выполняющие шлифовку и огранку лепидолита, сталкиваются с двумя проблемами: совершенной спайностью и низкой твёрдостью минерала. Образцы легко крошатся при шлифовке, особенно когда они сложены мелко-чешуйчатыми агрегатами. Именно поэтому в ювелирном деле стараются использовать не сам лепидолит, а более твёрдые минералы, в первую очередь кварц, с включениями лепидолита. После придания кварцу прямоугольной, сферической или иной формы можно наслаждаться красотой лепидолита, защищённого твёрдой оболочкой кварца.
Цвет и необычная морфология лепидолита придают ему большую коллекционную и геммологическую ценность.